# Lecania complicata
Lecania complicata là một loài ruồi trong họ Asilidae. Lecania complicata được James miêu tả năm 1953.